# 江桥 (桥梁)
江桥、嫩江桥是位于中國黑龍江省齐齐哈尔市泰来县江桥蒙古族镇，一座横跨嫩江、现已不存在的铁路木桥。因1931年，時任黑龍江省主席的马占山打响抗日战争第一枪——江桥抗战而知名。
該橋原名为哈尔葛桥、哈拉尔葛桥、嫩江哈尔葛木桥，为蒙古语译音，意为“黑色崖岸”。1918年，建成哈尔葛桥，桥长767米。1926年，洮昂铁路完工后，铁路从此桥通行。桥的南北两端分别是江桥镇和大兴站。此桥地处黑龙江、吉林两省交界处，时距齐齐哈尔70公里，為由南邊進入齊齊哈爾市的重要交通要道之一。
木桥废止时间不详，現仅余桥墩，已被嫩江淹没。在桥墩附近的岸边设立江桥抗战纪念地的石碑，供人參觀。

## 备注
1. ↑  洮昂铁路由吉林省洮南縣至黑龙江省齐齐哈尔昂昂溪附近的三间房。1925年5月开工，1926年7月完工[4]。